# 1568
| 1568               |
| ------------------ |
| Dødsfald - Fødsler |
| • Begivenheder     |

| Gregoriansk kalender | 1568 MDLXVIII           |
| Ab urbe condita      | 2321                    |
| Armensk kalender     | 1017 ԹՎ ՌԺԷ             |
| Kinesiske kalender   | 4264 – 4265 丁卯 – 戊辰 |
| Etiopisk kalender    | 1560 – 1561             |
| Jødisk kalender      | 5328 – 5329             |
| Hindukalendere       |                         |
| - Vikram Samvat      | 1623 – 1624             |
| - Shaka Samvat       | 1490 – 1491             |
| - Kali Yuga          | 4669 – 4670             |
| Iransk kalender      | 946 – 947               |
| Islamisk kalender    | 976 – 977               |

Konge i Danmark: Frederik 2. 1559-1588; Danmark i krig: Den Nordiske Syvårskrig 1563-1570

## Begivenheder

### Udateret
- Firsårskrigen starter med den Spanske statholder, Fernando Álvarez de Toledos hårde forfølgelse af de Nederlandske calvinister, og henrettelsen af fremtrædende adelsmænd

### Januar
- 24. januar - efter at være nået helt til Norrköping i Vintertogtet under Syvårskrigen, må Daniel Rantzau vende hjem mod Danmark igen, da han mangler krudt, bly og bøsser. Tilbagetoget bliver et mareridt, da vejret skifter mellem frost og tø, som gør vognene tunge

### Februar
- 14. februar - Daniel Rantzau hær, der er på tilbagetogt fra Norrköping, når udemattede atter dansk grund

### Maj
- 16. maj - Marie Stuart, Skotlands dronning, flygter til England
- 23. maj - Nederlandene erklærer sig uafhængig af Spanien

### September
- 30. september - den sindssyge svenske konge Erik 14. afsættes, og i stedet indsættes hans broder Johan 3

### November
- 25. november – Sagen mod den skotske dronning Marie Stuart indledes i Westminster, London

## Født
- 15.- ell. 25. marts - Johannes Bureus, svensk rune- og sprogforsker (død 1652).
- 15 september - Ægidius Lauridsen, dansk rektor i Ribe (død 1628).

## Dødsfald
- 13. maj - Sophie af Pommern, Frederik 1.s ægtefælle; dronning af Danmark og Norge fra 1523 til 1533 (født 1498).